# Lore Zech

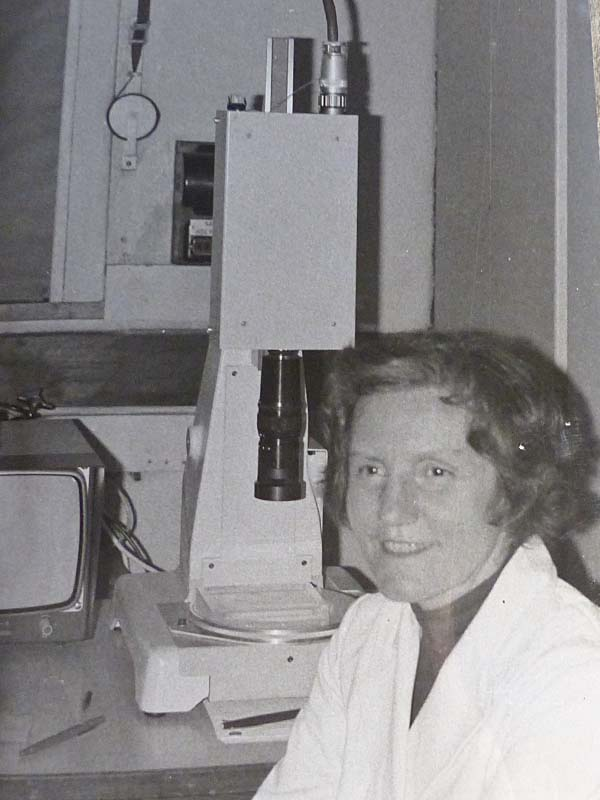
Lore Zech in ihrem Labor am Karolinska-Institut, ca. 1968

Lore Zech (* 24. September 1923 in Gütersloh; † 13. März 2013 in Schweden) war eine deutsche Humangenetikerin und die Entwicklerin der Quinacrine- oder Q-Bänderungsmethode.

## Leben
Lore Zech studierte an der Universität Bonn Biologie, Chemie und Physik und wurde am Max-Planck-Institut in Tübingen promoviert. Von 1953 bis 1989 forschte und lehrte sie am Karolinska-Institut Stockholm, an dem sie mit der Entwicklung der Q-Bänderung die moderne Zytogenetik und Tumorzytogenetik begründete. Lore Zech wurde im Jahr 1989 emeritiert und war im Anschluss am Department of Clinical Genetics in Uppsala aktiv. Lore Zech starb am 13. März 2013 im Alter von 89 Jahren in Schweden.

## Leistungen
Sie identifizierte eine Vielzahl von Tumor-spezifischen Chromosomenveränderungen und trug damit wesentlich zum Verständnis der Tumorentwicklung bei. Die Quinacrine- oder Q-Bänderungsmethode erlaubte erstmals die Darstellung spezifischer Bandenmuster auf humanen Chromosomen. Sie gilt als Grundlage der modernen Zytogenetik. Die Methode wurde erstmals 1971 auf der IV. International Human Chromosome Conference in Paris vorgestellt. Für ihre wissenschaftlichen Leistungen auf dem Gebiet der Zytogenetik wurde Lore Zech vielfach ausgezeichnet.

## Quinacrine- oder Q-Bänderungsmethode
Als die Deutsche Gesellschaft für Humangenetik Lore Zech zum Ehrenmitglied ernannte, wurde dies u. a. so begründet: „Ihre bahnbrechende Entdeckung ist die Entwicklung von Färbetechniken zur Chromosomenbänderung, die sie bereits 1968 entwickelt hatte und mit deren Hilfe eine neue Ära der zytogenetischen Diagnostik begann. Ihre Entdeckung der Q-Bänderung sorgte dafür, dass Lore Zech in den Jahren 1965–1978 auf Platz 10 der weltweit meist zitierten Wissenschaftlern rangierte.“
Mithilfe der von ihr entwickelten Chromosomenbänderungstechnik identifizierte Lore Zech eine Vielzahl von Tumor-spezifischen Chromosomenveränderungen und trug damit wesentlich zum Verständnis der Tumorentwicklung bei. So wird z. B. bei der Burkitt-Translokation t(8;14)(q24;q32) durch die Verlagerung des auf dem langen Arm von Chromosom 8 lokalisierten Onkogens C-MYC in die Nähe der regulatorischen Sequenzen des auf dem langen Arm von Chromosom 14 lokalisierten Immunglobulin-Schwerketten-Gen-Lokus das Onkogen C-MYC dauerhaft hochreguliert und löst so das Tumorwachstum aus.
Lore Zech beschrieb mehrere typische Chromosomenveränderungen der chronischen lymphatischen Leukämie, darunter die häufige Deletion im langen Arm des Chromosoms 13 in der Chromosomenregion 13q14. Auch anhand dieser Chromosomenaberration wurde ein bedeutender molekularer Mechanismus aufgeklärt: Der Verlust einer microRNA mit nachfolgender Hochregulation eines Onkogens. Damit hat Lore Zech den Weg für die molekulare Charakterisierung von Krebserkrankungen und neue Therapien in der Onkologie bereitet.

## Auszeichnungen
Lore Zech erhielt 1991 das Bundesverdienstkreuz 1. Klasse, die Ehrendoktorwürde der Medizinischen Fakultät der Christian-Albrechts-Universität Kiel, den Mauro-Baschirotto-Preis der Europäischen Gesellschaft für Humangenetik, den Björkén-Preis der Medical Faculty der Universität Uppsala, die Gunnar Dahlberg-Medaille der Northern Society of Pathology und die Ehrenmitgliedschaft der European Cytogenetics Association in Wien. Sie war das erste Ehrenmitglied der Deutschen Gesellschaft für Humangenetik. 1992 erhielt sie den (erstmals verliehenen) Mauro Baschirotto Award der European Society of Human Genetics.
Ihr zu Ehren wurde von der Deutschen Gesellschaft für Humangenetik der Lore-Zech-Preis zur Förderung der somatischen Tumorgenetik und insbesondere der Tumorzytogenetik ins Leben gerufen.

## Schriften
- mit T. Caspersson, S. Farber, G. E. Foley, J. Kudynowski, E. J. Modest, E. Simonsson und U. Wagh: Chemical differentiation along metaphase chromosomes. In: Experimental Cell Research. 49, 1968, S. 219–222.
- Investigation of metaphase chromosomes with DNA-binding fluorochromes. In: Experimental Cell Research. 58, 1969, S. 463.
- mit T. Caspersson, G. Gahrton und J. Lindsten: Identification of the Philadelphia chromosome as a number 22 by quinacrine mustard fluorescence analysis. In: Experimental Cell Research. 63, 1970, S. 238–240.
- mit T. Caspersson, C. Johansson und E. J. Modest: Identification of human chromosomes by DNA-binding fluorescent agents. In: Chromosoma. Band 30, 1970, S. 215–227.
- mit T. Caspersson und Lomakka Gösta: The 24 fluorescence patterns of the human metaphase chromosomes – distinguishing characters and variability. In: Hereditas. Band 67, 1972, S. 89–102.
- mit G. Gahrton und J. Lindsten: Origin of the Philadelphia chromosome. Tracing of chromosome 22 to parents of patients with chronic myelocytic leukemia. In: Experimental Cell Research. Band 29, 1973, S. 246–247.
- mit J. Jonasson, G. Gahrton, J. Lindsten und C. Simonsson-Lindemalm: Trisomy 8 in acute myeloblastic leukemia and sideroachrestic anemia. In: Blood. 43, 1974, S. 557–563.
- mit G. Gahrton und J. Lindsten: Editorial: The Philadelphia chromosome and chronic myelocytic leukemia (CML) – still a complex relationship? In: Acta Medica Scandinavica. 196, 1974, S. 353–354.
- mit J. Lindsten, A. M. Udén und G. Gahrton: Monosomy 7 in two adult patients with acute myeloblastic leukaemia. In: Scandinavian Journal of Haematology. 15, 1975, S. 251–255.
- mit C. Gahrton, D. Killander, S. Franzén und U. Haglund: Specific chromosomal aberrations in polycythemia vera. In: Blood. 48, 1976, S. 687–696.
- mit U. Haglund, K. Nilsson und G. Klein: Characteristic chromosomal abnormalities in biopsies and lymphoid-cell lines from patients with Burkitt and non-Burkitt lymphomas. In: International Journal of Cancer. 17, 1976, S. 47–56.
- mit G. Gahrton, K. Friberg und J. Lindsten: Duplication of part of the long arm of chromosome 1 in myelofibrosis terminating in acute myeloblastic leukemia. In: Hereditas. 88, 1978, S. 1–5.
- mit Jonas Bergh, Erik Larsson und Kenneth Nilsson: Establishment and Characterization of Two Neoplastic Cell Lines (U-1285 and U-1568) Derived From Small Cell Carconoma of the Lung. In: Acta Pathologica Microbiologica Scandinavica Series A: Pathology. Band 90A, Nr. 1–6, 1982, S. 149–158, doi:10.1111/j.1699-0463.1982.tb00076_90A.x
- mit S. Zhang mit G. Klein: High-resolution analysis of chromosome markers in Burkitt lymphoma cell lines. In: International Journal of Cancer. 29, 1982, S. 153–157.
- mit G. Gahrton, L. Hammarström, G. Juliusson, H. Mellstedt, K. H. Robèrt und C. I. Smith: Inversion of chromosome 14 marks human T-cell chronic lymphocytic leukaemia. In: Nature. Band 308, 1984, S. 858–860, doi:10.1038/308858a0
- mit G. Juliusson, K. H. Robèrt, A. Ost, K. Friberg, P. Biberfeld, B. Nilsson und G. Gahrton: Prognostic information from cytogenetic analysis in chronic B-lymphocytic leukemia and leukemic immunocytoma. In: Blood. 65, 1985, S. 134–141.
- mit H. Mellstedt: Chromosome 13 – a new marker for B-cell chronic lymphocytic leukemia. In: Hereditas. 108, 1988, S. 77–84.
- mit B. Schlegelberger, H. Euler, H. Löffler, A. Himmler und A. Feller: Appearance of a transient inv(14)(q11q32) in a case of B cell chronic lymphocytic leukemia. In: Cancer Genetics and Cytogenetics. 41, 1989, S. 87–92.